# Бити, Томас
Томас Бити (англ. Thomas Beatie), урождённая Трейси Лагондино (англ. Tracy Lehuanani LaGondino; род. 20 января 1974, Гонолулу) — американский общественный деятель, писатель. Прошёл через операцию по коррекции пола в 2002 году и стал известен как первый «беременный мужчина» после того, как забеременел путём искусственного оплодотворения в 2007 году. На рождение ребёнка Бити сподвигло бесплодие жены; они воспользовались банком донорской спермы.

## Биография до перехода
Трейси Лагондино родилась и выросла в Гонолулу, штат Гавайи. Она была старшей из двух детей в семье. Её мать, родившаяся в Сан-Франциско, имела английские, ирландские, шотландские и валлийские корни, а отец, родившийся и выросший на Гавайях — корейские и филиппинские.
В подростковом возрасте Лагондино стала финалисткой конкурса Miss Hawaii Teen USA. Она регулярно появлялась на национальном телешоу по аэробике Basic Training, а позже стала заниматься бодибилдингом и рукопашным боем, получила  чёрный пояс по тхэквондо.
В 1996 году Лагондино окончила доврачебный курс в Гавайском университете (Pre-Med), после чего продолжила программу обучения MBA для руководителей. В 1997 году основала компанию Define Normal по розничной торговле одеждой, которая позже стала выпускать видеопродукцию.

## Изменение пола и личная жизнь
Трейси Бити начала идентифицировать себя с мужским полом в возрасте 10 лет. В возрасте 23 лет была начата гормональная терапия. В марте 2002 года Томасу сделали операцию по коррекции пола, внутренние репродуктивные органы остались нетронутыми. Перед свадьбой он официально изменил своё имя через офис вице-губернатора штата, после чего были изменены его имя и пол в документах, в том числе и в свидетельстве о рождении, водительских правах, паспорте и карточке социального страхования.
5 февраля 2003 года Томас Бити женился на Нэнси Гиллеспи, их разнополый брак был зарегистрирован на Гавайях. В том же году они переехали в город Бенд, штат Орегон. В 2009 году Томас Бити родил второго ребёнка, а в 2010 году — третьего.
На момент родов у Томаса Бити сохранились женские половые органы, что и позволило ему родить, но юридически он считался мужчиной. В феврале 2012 года он снова прошёл через операцию, избавившись от женских репродуктивных органов.
В марте 2012 года Томас и Нэнси подали документы на развод. Их дело двигалось очень медленно, в итоге после долгих судебных разбирательств опеку над всеми тремя детьми получил Томас.